# 日本梯形蛤
日本梯形蛤（学名：Portlandia japonica），是弯锦蛤目的一种，舊屬弯锦蛤科Portlandia屬，今屬綾衣蛤科。

## 分佈
主要分布于韩国、中国大陆，常栖息在水深24-94米、细颗粒软泥沈积物。